# Nicoya (poloostrov)
Nicoya je největší poloostrov Kostariky. Nachází se v severozápadní části státu v provinciích Puntarenas a Guanacaste. Od kostarické pevniny ho odděluje stejnojmenný záliv Nicoya. Jeho rozloha je přes 1 000 km². Na poloostrově se nachází několik chráněných území – tři národní parky Barra Honda, Diría, Las Baulas a několik dalších rezervací.